# Motorový olej

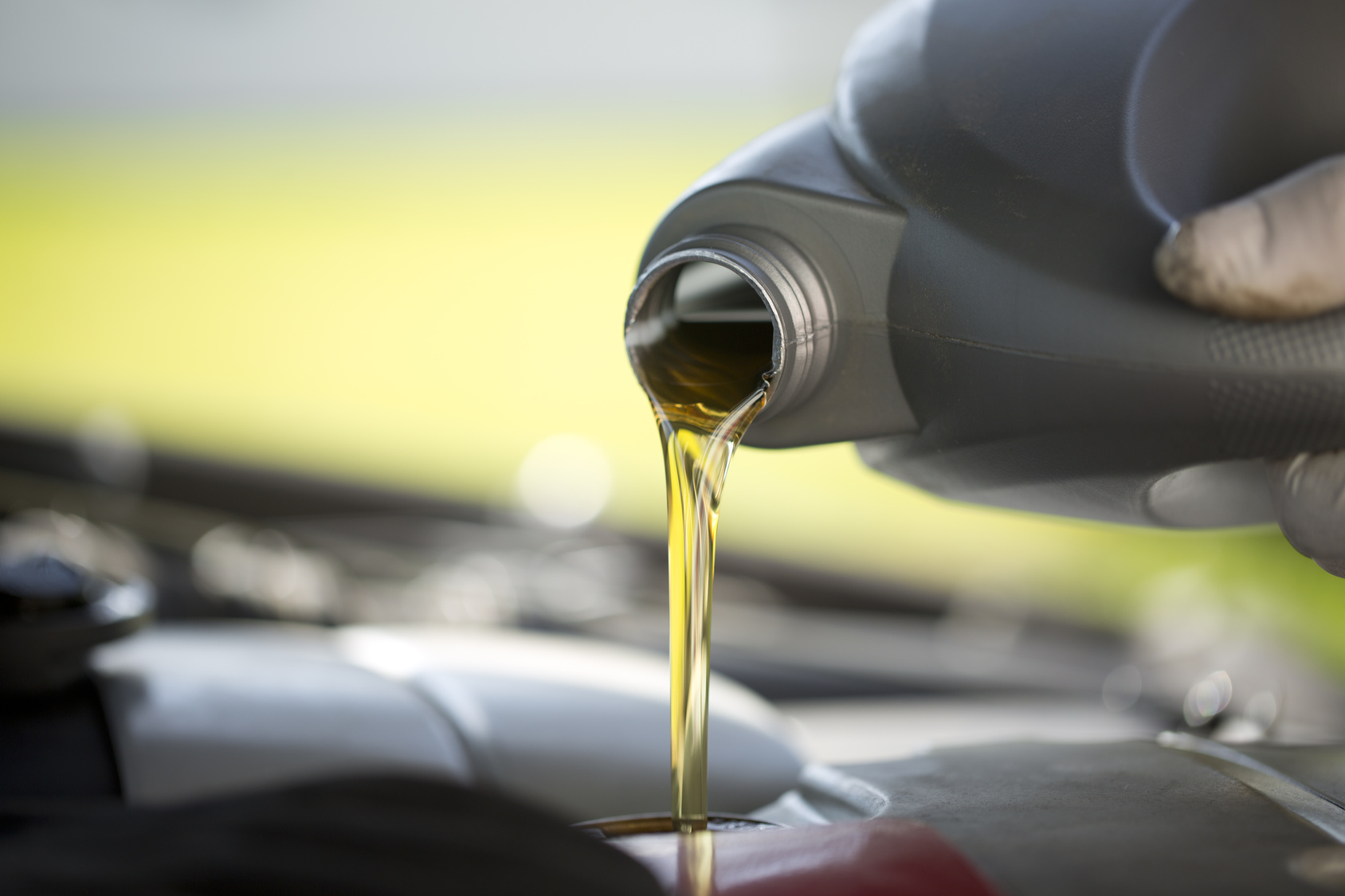
Doplnění oleje do vozu

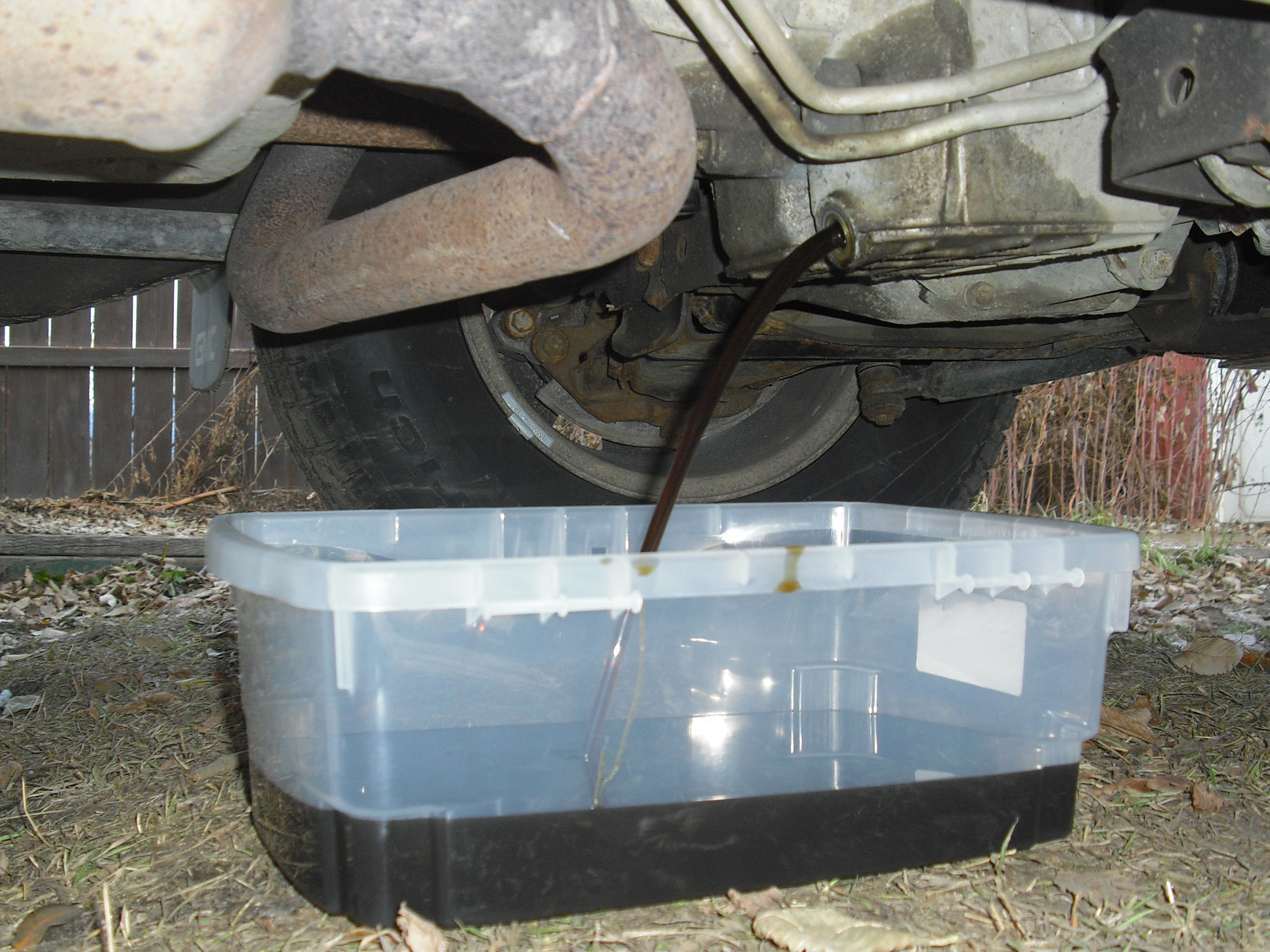
Vypouštění oleje z vozu

Motorový olej je obecné souhrnné označení pro celou skupinu minerálních olejů, používaných jako maziva ve spalovacích motorech vozidel. Tyto oleje zároveň plní funkci chladiva, funkci těsnicí, čisticí a chrání před korozí. Podle způsobu výroby je dělíme na dvě základní skupiny, na oleje ropné a syntetické, při čemž třetí skupina, tzv. oleje polosyntetické, zahrnuje oleje vzniklé smísením olejů obou předchozích skupin a představuje jistý kompromis užitných vlastností a ceny. Z hlediska užitných vlastností lze v zásadě říci, že oleje syntetické mají vyšší tekutost za nízkých teplot, menší odparnost a jsou menším zdrojem uhlíku a síry. Syntetické oleje jsou však dražší a některé složky mají horší mazivost. Podstatnou složkou motorových i většiny ostatních olejů jsou aditiva, která zlepšují vlastnosti olejových základů, tak aby oleje splnily všechny vysoké nároky moderních výkonných vozidel, zejména na vysokoteplotní a vysokotlakou odolnost, stálost při styku s produkty spalování, čisticí schopnost, nízkou pěnivost a další. O aditivaci motorového oleje a o výhodách doplňkové ruční aditivace motorového oleje (i maziv obecně) pojednává článek aditiva do maziv.
Historicky původní kategorie - ropné oleje - se vyrábějí zpracováním ropy v rafinériích. Existují dva způsoby: frakční destilace a hydrokrakování. Ropa se nejprve zbaví vody a mechanických nečistot a při použití první uvedené (tradiční) metody se průmyslovou destilací získávají různé frakce ropy. Ze čtyř základních skupin ropných frakcí (petrolejové, benzínové, naftové a olejové) se ve výrobě pokračuje další destilací. Ze základní olejové frakce se tak získává olej a mazut, které se zpracovávají dalšími destilacemi. První destilací z této olejové frakce se získá plynový olej II. a teprve druhou destilací dostaneme základ pro motorový olej.

## Kritéria pro hodnocení motorových olejů
Motorové oleje se hodnotí podle dvou základních kritérií, viskozity a "adekvátního výkonu motoru".

### Hodnocení podle viskozity
Viskozita je měřítkem odporu kapaliny proti proudění. Olej s vyšší viskozitou je hustší a teče pomaleji, olej s nižší viskozitou je řidší a teče rychleji. Správná viskozita zajišťuje, že se olej rychle a účinně dostane do všech částí motoru, poskytuje potřebné mazání a snižuje tření mezi pohyblivými částmi.[chybí lepší zdroj]
Viskozita se obvykle měří v jednotkách zvaných centistokes při určitých teplotách. Centistoke (cSt) je jednotkou kinematické viskozity v soustavě CGS (základní jednotkou je stoke). 1 cST odpovídá 1 x 10 −6 metrů čtverečných za sekundu.[chybí lepší zdroj]
Hodnocení olejů dle viskozity je poměrně jednoduché (na rozdíl od hodnocení výkonového) a slouží k němu jen stupnice SAE.[chybí lepší zdroj] Rozlišuje se zde 12 viskozitních tříd, šest „zimních“ a šest „letních“.
V současné době se prakticky výhradně používají tzv. oleje celoroční, které zaručují správnou tekutost (viskozitu) jak za provozu, tak při startu motoru v mrazu.
Dříve se používaly sezónní neboli jednostupňové oleje, určené pro provoz jen v jednom ročním období.
Příkladem viskozitního označení běžného celoročního oleje je olej 15W40; levé číslo určuje tekutost při studeném motoru v zimě, pravé číslo udává tekutost oleje při provozní teplotě, což je důležité zejména v letních vedrech, kdy provozní teplota může být překročena; vyšší číslo nás pak informuje, že olej má větší viskozitní rezervu - jedeme-li např. do subtropického podnebí.
Příkladem viskozitního označení sezónního neboli jednostupňového oleje je SAE40. Ten je použitelný v létě, kdy má za provozu stejnou tekutost jako SAE 15W40. Za mrazu by však byl příliš hustý, takže by - v lepším případě - velmi brzdil startování, v horším případě by neprotekl mazacími kanálky.

### Hodnocení podle výkonnosti
U "výkonového hodnocení motorového oleje" existuje řada označení takto hodnocených olejů; tento systém označování je nestejnorodý, už z toho důvodu, že různé národní instituce různých států si vymyslely vlastní označování. Hlavní používané normy jsou:
API (jakostní norma - American Petroleum Institute)
SA ... SM - zážehové motory, druhé písmeno vzestupně označuje jakost
CA ... CK-4 - vznětové motory, druhé písmeno vzestupně označuje jakost
ACEA (značení olejů evropské výkonové klasifikace)
A1 ... A5 - zážehové motory
B1 ... B5 - vznětové motory osobních a dodávkových automobilů
C1... C4 - zážehové a vznětové motory se systémy úpravy výfukových plynů /DPF, SCR,TWC a pod. /
E1 ... E5 - vznětové motory těžkých nákladních automobilů
MIL (americká armáda)
Firemní normy - MB, DAF, VW, Volvo, BMW, Man a další
Podrobně zpracovává tuto problematiku: http://www.pneu-asistent.cz/oleje/specifikaceOLEJU.pdf
Důležité vlastnosti olejů, včetně těch použitých se určují laboratorními zkouškami. Jsou to zejména viskozita, bod vzplanutí, obsah vody, obsah karbonizačního zbytku, rozpustnost v HEO (směsi n-hexanu, etanolu a kyseliny olejové), přítomnost glykosidů, TBN (číslo alkality), obsah mechanických nečistot.